# Aziatische kampioenschappen judo 1966
De Aziatische kampioenschappen judo van 1966 werden in mei 1966 gehouden in Manilla in de Filipijnen.

## Medailles

### Mannen
| Onderdeel          | Goud             | Goud | Zilver        | Zilver | Brons                        | Brons   |
| ------------------ | ---------------- | ---- | ------------- | ------ | ---------------------------- | ------- |
| Klasse tot 68 kg   | Yujiro Yamasaki  | JPN  | An Jong-Hwan  | KOR    | Chang                        | CHN     |
| Klasse tot 80 kg   | Shinobu Sekine   | JPN  | Yoon Bok-Kyun | KOR    | Henry Ruth Chang             | MAS CHN |
| Klasse boven 80 kg | Nobuyuki Maejima | JPN  | Osamu Sato    | JPN    | Sin Seok-gi Paulus Prananto  | KOR INA |
| Open klasse        | Nobuyuki Maejima | JPN  | Osamu Sato    | JPN    | Shinobu Sekine Yoon Bok-Kyun | JPN KOR |

### Medaillespiegel
| Plaats | Land       | Goud | Zilver | Brons | Totaal |
| 1      | Japan      | 4    | 2      | 1     | 7      |
| 2      | Zuid-Korea | 0    | 2      | 2     | 4      |
| 3      | China      | 0    | 0      | 3     | 3      |
| 4      | Maleisië   | 0    | 0      | 1     | 1      |
| 4      | Indonesië  | 0    | 0      | 1     | 1      |
| Totaal | Totaal     | 4    | 4      | 8     | 16     |